# サモンナイトX 〜Tears Crown〜
『サモンナイトX 〜Tears Crown〜』（サモンナイトエックス ティアーズ クラウン）は、2009年11月5日にバンダイナムコゲームス（後のバンダイナムコエンターテインメント）から発売されたニンテンドーDS用ゲームソフト。

## 概要
シミュレーションRPGとして開発されてきたサモンナイトシリーズ初のRPG作品で外伝を含めてシリーズ10作目にあたる。企画はフライト・プラン、開発はシンク・アンド・フィールが行っている。
これまでのシリーズではリィンバウムという世界が舞台に物語が展開されたが今作ではルーンハイムという別の世界が舞台となる。システム面では召喚獣や、夜会話の要素が従来のシリーズから引き継がれている。

## ストーリー
戦争により、それぞれ英雄と皇帝を失った2大国・セレスティア王国とデルティアナ帝国は、休戦協定としてお互いの国の皇子を人質交換し、友好を保っていた。
それから10年後、人質交換終了の日。祖国に戻ってきたデルティアナ帝国皇子・ディランは、帝国がセレスティア王国に攻め込むことを聞かされる。その上、ディランはその王国陥落作戦隊の隊長に任命されるのだった。

## 登場キャラクター

### 主人公
ディラン・ウィル・デルティアナ
声 - 福山潤
【夜会話対象】年齢：17歳　性別：男　種族：人間　一人称：俺　
好きなこと：森の散歩　特技：剣術
男性主人公。デルティアナ帝国の皇子。休戦協定の人質交換で帝国を離れ、セレスティア王国へやってくる。以降、10年の時をセレスティア王国で過ごす。穏やかだが、自分の信念を貫く力強さも持っている。セレスティア王国の暮らしの中で、ランカスタの民を弾圧するデルティアナ帝国のやり方に疑問を覚える。
ファラ・ミール・セレスティア
声 - 茅原実里
【夜会話対象】年齢：16歳　性別：女　種族：人間　一人称：私　
好きなこと：ディランとのおしゃべり　特技：ムームーの通訳
女性主人公。セレスティア王国の王女。ランカスタと共存する王国で生まれ育ったため、ランカスタに対する偏見は持っていない。心優しい性格で、人質として王国にやってきたディランの尖っていた心を癒した。ムームーの言葉をなぜか理解できる不思議な能力を持っている。

### パーティキャラクター
ムームー
声 - 金田朋子
【夜会話対象】年齢：?歳　性別：?　種族：召喚獣　一人称：?　
好きなこと：ひだまりでお昼寝　特技：お座り
幼いファラがグミに襲われたとき、なぜか出てきた召喚獣。以降、ずっとファラと一緒にいる。人間の言葉を理解している様子だが、しゃべることはできない。
ガーリット
声 - 保志総一朗
【夜会話対象】年齢：19歳　性別：男　種族：ランカスタ　一人称：私　
好きなこと：ファラの役に立つこと　特技：護衛
セレスティア王国の近衛兵。幼少期から、王女であるファラと共に育つ。帝国に強い憎しみを持ち、そのため、ディランに対しても敵意を抱いている。デルティアナ帝国による王都襲撃の際、セレスティア王の命令でファラと共に王都から脱出する。
エルナディータ・クレバーティンク
声 - 釘宮理恵
【夜会話対象】年齢：18歳　性別：女　種族：人間　一人称：わたくし　
好きなこと：髪のお手入れ　特技：お茶とお花とナイフ投げ
帝国の貴族、クレバーティンク家の令嬢であり、ディランの許嫁。ディランを連れ戻すために帝国を飛び出してきた。皇帝夫人になることを夢見て、お茶もお花もナイフ投げもマスターしたが、帝国将軍ラディウスに逆らって反逆者となってしまったため、ディランと行動をともにする。
ソティナ・ローンズ
声 - 滝田樹里
【夜会話対象】年齢：21歳　性別：女　種族：人間　一人称：私　
好きなこと：読書　特技：道に迷うこと
ファーライト神殿の神官。ディランとファラのお姉さん的存在で、かつて一緒に召喚術の勉強をしていた。頭も良く、優秀なのだが、やや天然。大きな建物が苦手で、よく道に迷ってしまう。
ファング
声 - 諏訪部順一
【夜会話対象】年齢：19歳　性別：男　種族：ランカスタ　一人称：オレ　
好きなこと：誰よりも高く飛ぶこと　特技：誰よりも早く飛ぶこと
ローングランドの翼の戦士。リーダーであるルーガの良き相棒。その背中には片方の翼しかなく、片翼のファングとも呼ばれる。軽い口調が特徴的だが、ときに真面目な顔を見せることもある。召喚戦争の際に、帝国の女騎士アメリアとは何か因縁があるようだ。
ルーガ・ナーガ
声 - 皆川純子
【夜会話対象】年齢：22歳　性別：女　種族：ランカスタ　一人称：アタシ　
好きなこと：午後のお茶　特技：姉御肌
ローングランドのリーダー。姉御肌で、翼の戦士たちを見事にまとめ上げている。アークランドの住人たちからも信頼されている。ランカスタだが翼を持っておらず、空を飛べないのは父親が人間の為。人間とランカスタの架け橋となるため戦い続けている。
ザイツ・エンドージ
声 - 立木文彦
【夜会話対象】年齢：26歳　性別：男　種族：人間　一人称：俺　
好きなこと：剣技の稽古　特技：剣技
デルティアナ帝国の将軍。皇帝の命令により王国を制圧したが間違いに気づき帝国を裏切る。先の召喚戦争にも兵士として参加していた。根っからの武人であり、帝国の兵士からの信頼も厚い。
あくり〜ん
声 - 斎藤千和
【夜会話対象】年齢：?歳　性別：?　種族：?　一人称：あたち　
好きなこと：絵本を読んでもらうこと　特技：早寝早起き
突然あらわれた謎の女の子。破壊されたマナの門を修復してしまうほどの力を持っている。基本的に言動はお子様だが、ときに誰も知らないようなことを口にする。ファラのことを「おねーたま」と呼び慕い、寝る前に絵本を読んでもらっている。

### その他のキャラクター
ノービス・ウォン・セレスティア
声 - 石塚運昇
ノイン・ウォン・セレスティア
声 - 岸尾だいすけ
グラナード
声 - 広瀬正志
グロッケン・ウィル・デルティアナ
声 - 大塚明夫
アメリア・キルストル
声 - 平野綾
バーム
声 - 茶風林
フーレイ
声 - ゆかな
カルパス&ケルスス&ムクルス
声 - 麦人
クラヴィス
声 - 田中敦子
三女神の1人。黒き女神。
アシュリー
声 - 豊崎愛生
ハインライン
声 - 丸山詠二
ルーンハイムの外から訪れてきた、神竜の洞窟に住むといわれる伝説の竜。
アーティー
声 - 小林沙苗
ウィード
声 - 浜田賢二
ファーライト
声 - 茅原実里
三女神の1人。白き女神。

## 主題歌
オープニングテーマ「Amethyst」
作詞 - hiroko、mitsuyuki miyake / 作曲 - Genki Hibino、mitsuyuki miyake / 編曲 - Tohru Watanabe / 歌 - mihimaru GT

## 漫画版
『Vジャンプ』2009年11月号に物語の導入部を描いた読み切り漫画が掲載された。作画は岡野剛。

## 小説版
JUMP j BOOKSより2009年12月4日に発売された。著者は浜崎達也、作画は大塚真一郎。
- 『サモンナイトX 〜Tears Crown〜 ふたりの皇子』、ISBN 978-4-08-703216-1